# Rif-Republik
Die Rif-Republik (Zentralatlas-Tamazight ⵜⴰⴳⴷⵓⴷⴰ ⵏ ⴰⵔⵔⵉⴼ Tagduda n Arrif, arabisch جمهورية الريف, DMG Ǧumhūriyyat ar-Rīf, ganzer Name Konföderierte Republik der Stämme des Rifs) wurde 1920, vor dem 3. Rifkrieg (1921–1926), von den unter Abd al-Karim für die Unabhängigkeit von Spanisch-Marokko kämpfenden Stämmen der Rifkabylen (Berber) proklamiert. Die Unabhängigkeit der Rif-Region von Spanien wurde am 18. September 1921 ausgerufen mit Abd al-Karim als Amir ar-Rif. Formell konstituierte sich die Regierung des jungen Staates am 1. Februar 1923, nun mit Abd al-Karim als Staatsoberhaupt („Ra'is ad-Dawla“). Erster Premierminister der Republik wurde Hajj Hatmi.
Als Hauptstadt fungierte Axdir (Ajdir), eine kleine Stadt in der Nähe von Al-Hoceima. Die Bevölkerung der Republik bestand zu dieser Zeit aus ungefähr 150.000 Menschen.

## Gründung

### Stämme
Im damaligen spanischen Protektorat waren viele verschiedene Berberstämme angesiedelt. Den größten Stamm stellten die Waryaghal, denen unter anderem Abd al-Karim angehörte. Die Stämme litten unter der spanischen Führung und leisteten vereinzelt Widerstand. Dabei zogen sie sich immer wieder in die Gebirge zurück. Abd al-Karim konnte mit seinem Bruder M´hamed die Stämme einen und führte sie in den Krieg gegen Spanien.

### Rifkrieg
Der 3. Rifkrieg begann schon 1912 mit der Einrichtung des spanischen Protektorats in Marokko. Es gab kleinere Auseinandersetzungen und vereinzelten Widerstand. Erst als die Waryaghal den Gefechten beitraten und die Rifkabylen sich unter Abd al-Karim vereinigten, begann der Rifkrieg richtig. Größte Errungenschaft der Rifkabylen, in der Zeit der Republik als Armee, war 1921 die Schlacht von Annual, bei der die spanischen Truppen eine vernichtende Niederlage hinnehmen und sich aus dem Gebiet zurückziehen mussten. Dabei starben auf spanischer Seite über 10.000  Soldaten. Abd al-Karim und seine Rifkabylen griffen dabei in einer Guerillataktik an, die die Kolonialmacht überforderte. Ho Chi Minh und Mao Zedong sollen von Abd al-Karim inspiriert worden sein.
Frankreich trat 1925 offiziell in den Krieg ein, nachdem die Rif-Armee in das französische Protektorat einfiel und bis vor die Tore von Fès, der ehemaligen Hauptstadt des Sultanats, vorstieß. Mit einer enormen Übermacht mehrerer hundert Tausend Soldaten konnten spanische Truppen aus dem Westen und Norden, sowie französische Truppen aus dem Süden die Rif-Armee aufreiben und die Republik 1926 zerschlagen. In den Kämpfen wurde von der spanisch-französischen Koalition trotz Verbotes durch die Haager Landkriegsordnung deutsches Senfgas eingesetzt.

### Abd al-Karim
Abd al-Karim war Hauptakteur in der Rif-Republik. Dabei war Abd al-Karims Familie ursprünglich in Kooperation mit den Spaniern. Er selbst hatte in Fes eine islamische Ausbildung erhalten, bei der er viel über den islamischen Reformismus lernte, studierte in Spanien und war anschließend in Melilla als Qādī tätig.
Er war jedoch weder Scherif noch Marabout, sondern der Sohn eines unbedeutenden Qadi, was ihn teilweise einige Sympathien und auch Autorität kostete.
Nach Ende des Rifkriegs wurde Abd al-Karim dann von Frankreich ins Exil nach Réunion geschickt. Er schaffte es jedoch, nach Ägypten überzusiedeln. Dort starb Abd al-Karim dann 1963.

## Staat
Es gab verschiedene Rebellionen gegen die Rif-Regierung, auch aufgrund von Abd al-Karims Herkunft. Vor allem sein Plan, die einzelnen Stämme zu entwaffnen, stieß auf wenig Gegenliebe. Andererseits gab es auch viele Unterstützer. Zum einen kleine Stammesführer, die sich erhofften, ihre Machtpositionen zu erhalten, zum anderen jedoch auch Personen, die eine spanische Herrschaft ihrer Lande ablehnten.
Es gab auch Unterstützung aus Frankreich durch die kommunistische Partei Frankreichs, vor allem in Person von Jacques Doriot.

### Reformen
Nach der Gründung der Rif-Republik führte Abd al-Karim mehrere Reformen ein, die bei den verschiedenen Stämmen ein Gemeinschaftsgefühl und ein Bewusstsein für eine Einheit hervorrufen sollten. Die Reformen entsprachen den Vorstellungen des islamischen Reformismus und waren zusätzlich von Mustafa Kemal Atatürks Reformen in der Türkei inspiriert. Die Reformen waren in den Bereichen Militär, Verwaltung, Autorität und Soziales angesiedelt.

#### Militär
Abd al-Karim gründete eine Armee, die aufgrund der geringen Anzahl von Soldaten jedoch durch irreguläre Truppen ergänzt werden mussten.

#### Verwaltung
In der Verwaltung wurden Personen eingesetzt, die die Stämme verwalten sollten (sogenannte Kaid), welche, die die Gesetze verwalteten (qaidis), Marktverwalter (Muhtasib). Es wurde die Infrastruktur ausgebaut und eine Bürokratie entwickelt.

#### Autorität
Abd al-Karim sammelte Einfluss und Macht durch eine zentrale Verwaltung, um die Stämme weitestgehend unter Kontrolle zu halten. Zudem galt in der Rif-Republik die Scharia. Bei Nichteinhaltung einer gewissen Auslebung von Religiosität drohten harte Strafen. Dies sollte auch dafür sorgen, dass die verschiedenen Stämme sich nicht untereinander bekämpften, sondern in Spanien einen gemeinsamen Feind sahen.

#### Soziales
Es wurde ein Bildungssystem eingerichtet, welches einem Curriculum folgte. Darin enthalten waren Fächer wie Mathematik, Wissenschaft und Militärwissenschaften.

## Untergang
1926 wurde die Rif-Republik nach dem verlorenen Rif-Krieg zerschlagen. Der Untergang der Republik hatte sich jedoch bereits angekündigt, da sich die Stämme immer wieder in Fehden miteinander verwickelten, die sowohl die Armee schwächten, als auch Abd al-Karim in seiner Autorität und Position als demjenigen, der die Stämme einte. Gegen die Rif-Republik kam vieles zusammen. Einerseits waren sich die Stämme untereinander nicht einig, wollten ihre Macht auch nicht gänzlich an eine Regierung abgeben, andererseits betrieb Frankreich eine Politik der wirtschaftlichen Blockade. Frankreich sah seine Interessen im Sultanat durch die aufstrebende Rif-Republik gefährdet und startete kleine Überfälle an der Grenze zur Republik, um die Stämme dort zu provozieren.
Zugleich entstand durch den Sieg über Spanien 1921 ein großes Selbstbewusstsein und das Gefühl eines Dschihad, der daraufhin in einem Angriff auf das französische Protektorat mündete.
Kurz darauf trat Frankreich in den Krieg ein und unter dem neu gewählten Premierminister Paul Painlevé wurden tausende Truppen unter der Führung von Marschall Philippe Pétain nach Marokko entsandt.